# Cataratas Cumberland
Las cataratas Cumberland (del inglés: Cumberland Falls) —a veces llamadas la Pequeña Niágara (del inglés: Little Niagara), Niágara del Sur (del inglés: Niagara of the South), o la Gran Catarata (del inglés: Great Falls)— son una gran catarata de los Estados Unidos localizada en el río Cumberland, en el sureste del estado de Kentucky. Las cataratas atraviesan el río en la frontera entre los condados de McCreary  y Whitley y es la característica principal del Cumberland Falls State Resort Park.

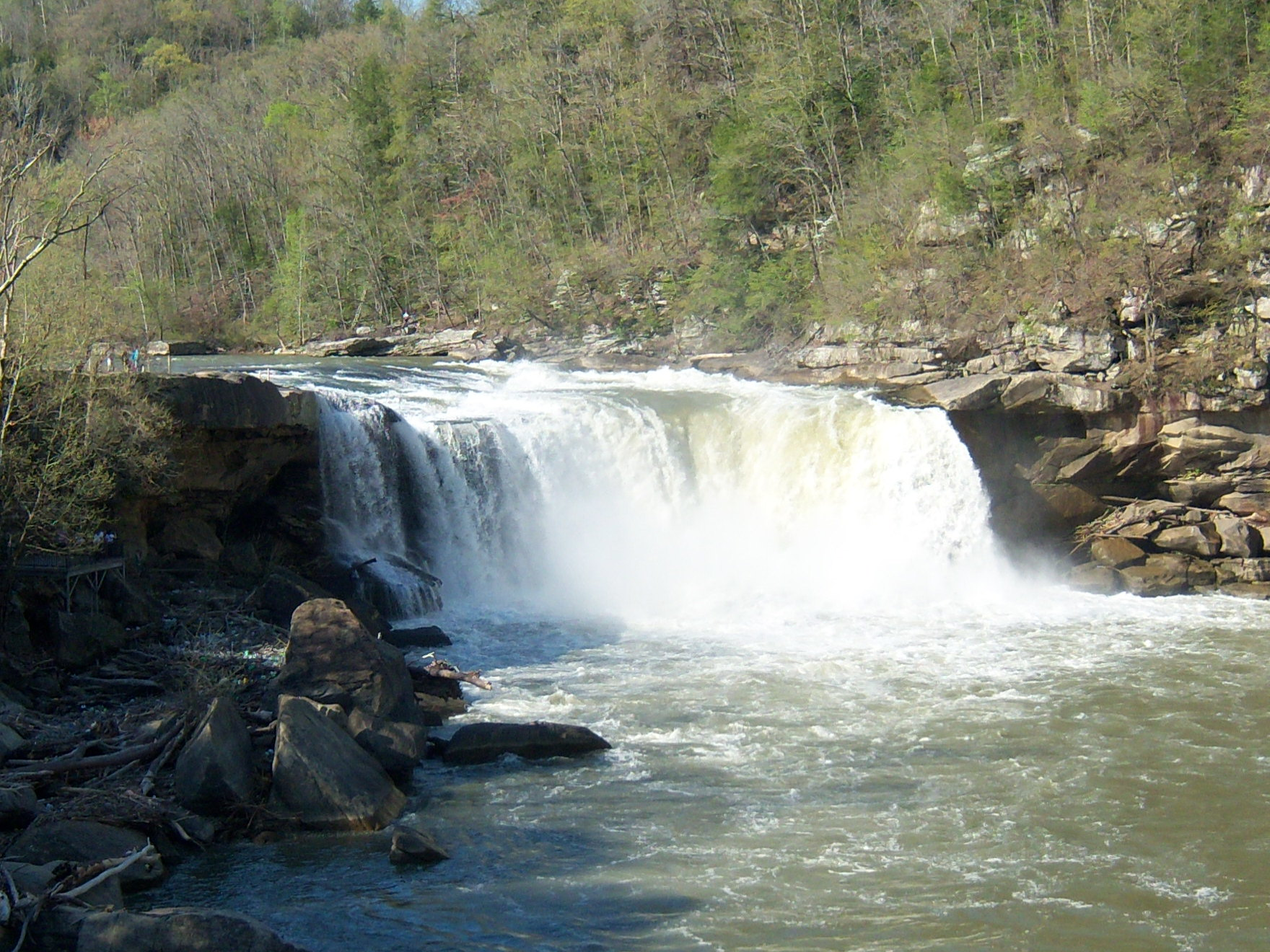
Vista cercana de las cataratas (abril de 2009)

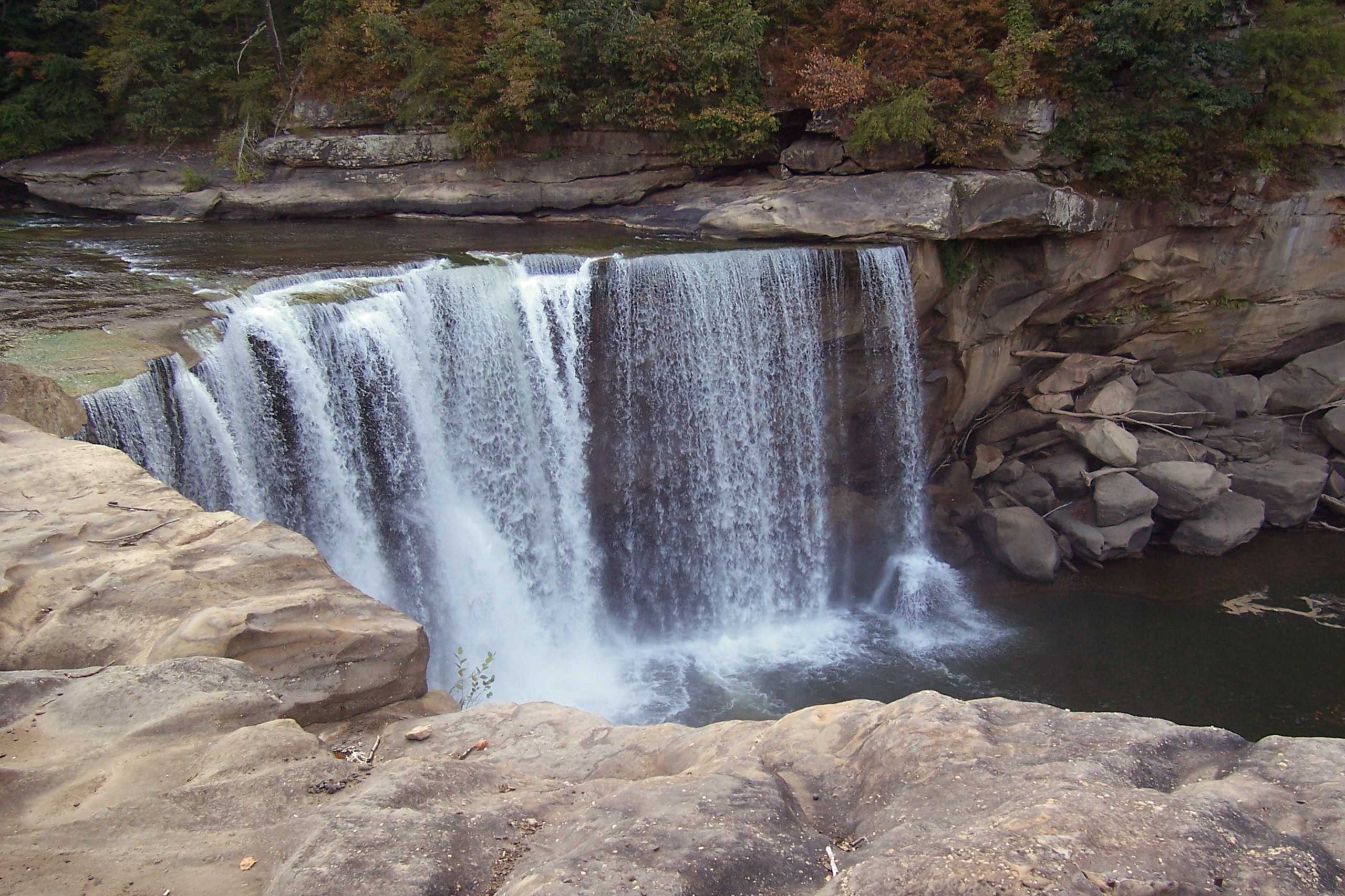
Las cataratas desde arriba (sep. 2005)

En promedio, las cataratas, que fluyen a través de un lecho de resistente arenisca, tienen 21 m de altura y 38 m de ancho, con un caudal medio de agua de 100 m³/s.
En noches claras y despejadas de luna llena, se forma a veces por la niebla que emana de las cataratas un arco iris lunar elusivo o moonbow, un arco de luz blanca que aparece en la base de las cataratas y continúa aguas abajo. Generaciones de personas han visitado este lugar para ver este fenómeno natural, que ha dado nombre al último hotel en el lugar, Moonbow Inn.
Hay un marcador histórico erigido aquí en 1987 (n.º 1801, ubicación: 36° 50.296′ N, 84° 20.634′ W.)